# Весенний отрыв
«Весенний отрыв» (англ. Spring Breakdown) — комедийный фильм режиссёра Райана Шираки, снятый в 2009 году. Картина была выпущена direct-to-video.

## Сюжет
Реальная жизнь у трёх дам, возраст которых приближается к бальзаковскому, весьма далека от их девичьих фантазий. На Гейл, тренера собак-поводырей, не обращают внимания даже слепые, жених Джуди оказывается голубым, а Бекки её начальница — сенатор по прозвищу «мамаша Хартман» намекает, что её сотруднице стоит заниматься лишь снэками для офисных работников.
И тут неожиданная удача — вице-президент оказывается впутанным в грязную историю, и президенту срочно нужен новый заместитель. Сенаторша оказывается в списке кандидатов, но ей нужна безупречная биография, в том числе отсутствие скандалов вокруг её дочери Эшли. Мамаша Хартман даже не подозревает, что дочурка на самом деле отнюдь не звезда колледжа, а её подружки такие же ботанички.
Сенаторша командирует Бекки на курорт Саут Падре присматривать за Эшли, а та берёт с собой своих подруг. Однако здесь их пути расходятся — Гейл знакомится с гламурными девицами, одна из которых увела у сенаторской дочки парня, а Джуди пытается завязать романтические отношения с мускулистыми латинос. Подруги уговаривают Бекки пойти на вечеринку, однако и Эшли решает оторваться… что для неё заканчивается пьяной дракой на сцене и приводом в полицейский участок. Вопреки ожиданиям мамаши Хартманн «подвиги» её дочурки всё-таки становятся главной новостью в жёлтой прессе.
На пляже Саут Падре проходит конкурс талантов. Бекки, Эшли и их подруги собираются выступить, однако в этот момент появляется сенатор, которая в бешенстве от случившегося с дочерью. Однако девушка рассказывает матери, что она никакая не звезда, в итоге получает разрешение выступить. Бекки со своей командой исполняют сентиментальную песню, неоднозначно воспринятую публикой, но в целом итог для всех положительный.

## В ролях
- Паркер Поузи — Бекки
- Эми Полер — Гейл
- Рэйчел Дрэч — Джуди
- Джейн Линч — сенатор Кей Би Хартманн
- Эмбер Тэмблин — Эшли
- Сара Хэйгэн — Труви
- Мэй Уитман — Лидия
- Харли Адамс — Тин Дьюд
- Уилл Арнетт — Тед
- Дэнни Арройо — Хуан Карлос
- Софи Монк — Мейсон Мастерс
- Ла Ла — звёздный судья
- Джастин Хартли — Тодд